# Hillfarrance
Hillfarrance – wieś w Anglii, w Somerset, w dystrykcie (unitary authority) Somerset. W 1881 roku civil parish liczyła 422 mieszkańców. Hillfarrance jest wspomniana w Domesday Book (1086) jako Hilla/Hille/Billa.